# Monteleone d'Orvieto
Monteleone d'Orvieto es una localidad y comune italiana de la provincia de Terni, región de Umbría, con 1.583 habitantes.

## Evolución demográfica
| Gráfica de evolución demográfica de Monteleone d'Orvieto entre 1861 y 2001 |
|                                                                            |
| Fuente ISTAT - elaboración gráfica de Wikipedia                            |